# American Record Guide
L' American Record Guide, originariamente nota come American Music Lover, è una rivista di musica classica fondata nel 1935 da Peter Hugh Reed che recensisce da allora registrazioni e pubblicazioni di questo genere musicale.

## Storia
La rivista fu fondata da Peter Hugh Reed nel maggio 1935 come American Music Lover. Ha cambiato nome in American Record Guide nel 1944. Reed è stato il suo editore fino al 1957.
La rivista vanta "500 recensioni in ogni numero, scritte da uno staff freelance di oltre 80 scrittori e critici musicali". Oltre alle nuove pubblicazioni musicali, molti numeri degli anni passati contenevano una panoramica delle registrazioni di opere dei singoli compositori. La maggior parte delle pubblicazioni attuali non presenta queste panoramiche. Per le panoramiche, c'è un indice incluso in ogni numero che specifica in dettaglio quale numero contiene queste panoramiche.